# TMEM92
TMEM92 (англ. Transmembrane protein 92) – білок, який кодується однойменним геном, розташованим у людей на 17-й хромосомі. Довжина поліпептидного ланцюга білка становить 159 амінокислот, а молекулярна маса — 17 229.
| 10         |  | 20         |  | 30         |  | 40         |  | 50         |
| ---------- |  | ---------- |  | ---------- |  | ---------- |  | ---------- |
| MSQAWVPGLA |  | PTLLFSLLAG |  | PQKIAAKCGL |  | ILACPKGFKC |  | CGDSCCQENE |
| LFPGPVRIFV |  | IIFLVILSVF |  | CICGLAKCFC |  | RNCREPEPDS |  | PVDCRGPLEL |
| PSIIPPERVR |  | VSLSAPPPPY |  | SEVILKPSLG |  | PTPTEPPPPY |  | SFRPEEYTGD |
| QRGIDNPAF  |  |            |  |            |  |            |  |            |

A: Аланін

C: Цистеїн

D: Аспарагінова кислота

E: Глутамінова кислота

F: Фенілаланін

G: Гліцин

I: Ізолейцин

K: Лізин

L: Лейцин

M: Метіонін

N: Аспарагін

P: Пролін

Q: Глутамін

R: Аргінін

S: Серин

T: Треонін

V: Валін

W: Триптофан

Локалізований у мембрані.